# Bałtów (Święty Krzyż)
Bałtów is een dorp in het Poolse woiwodschap Święty Krzyż, in het district Ostrowiecki. De plaats maakt deel uit van de gemeente Bałtów en telt 740 inwoners.

## Galerij

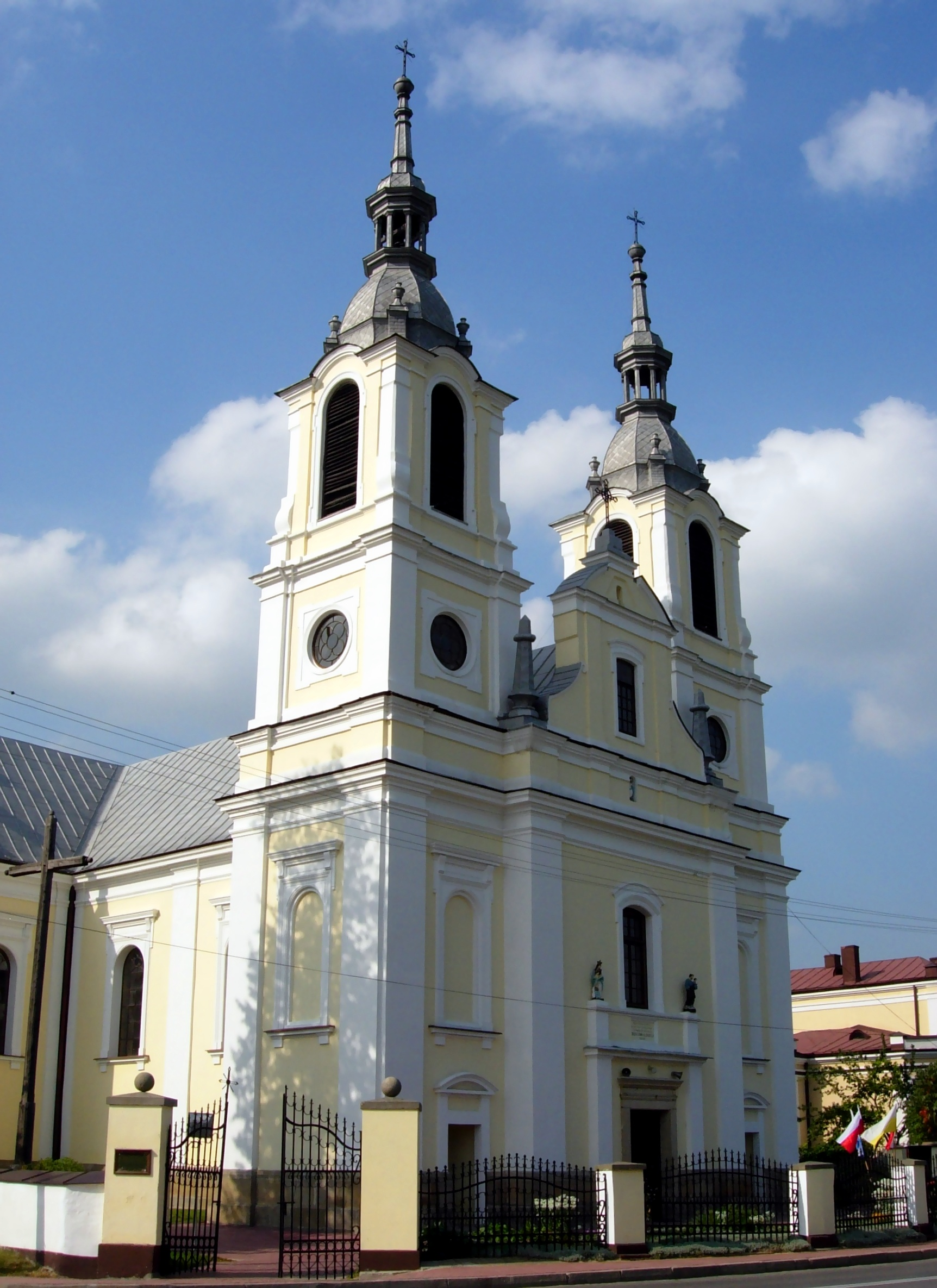
Kerk
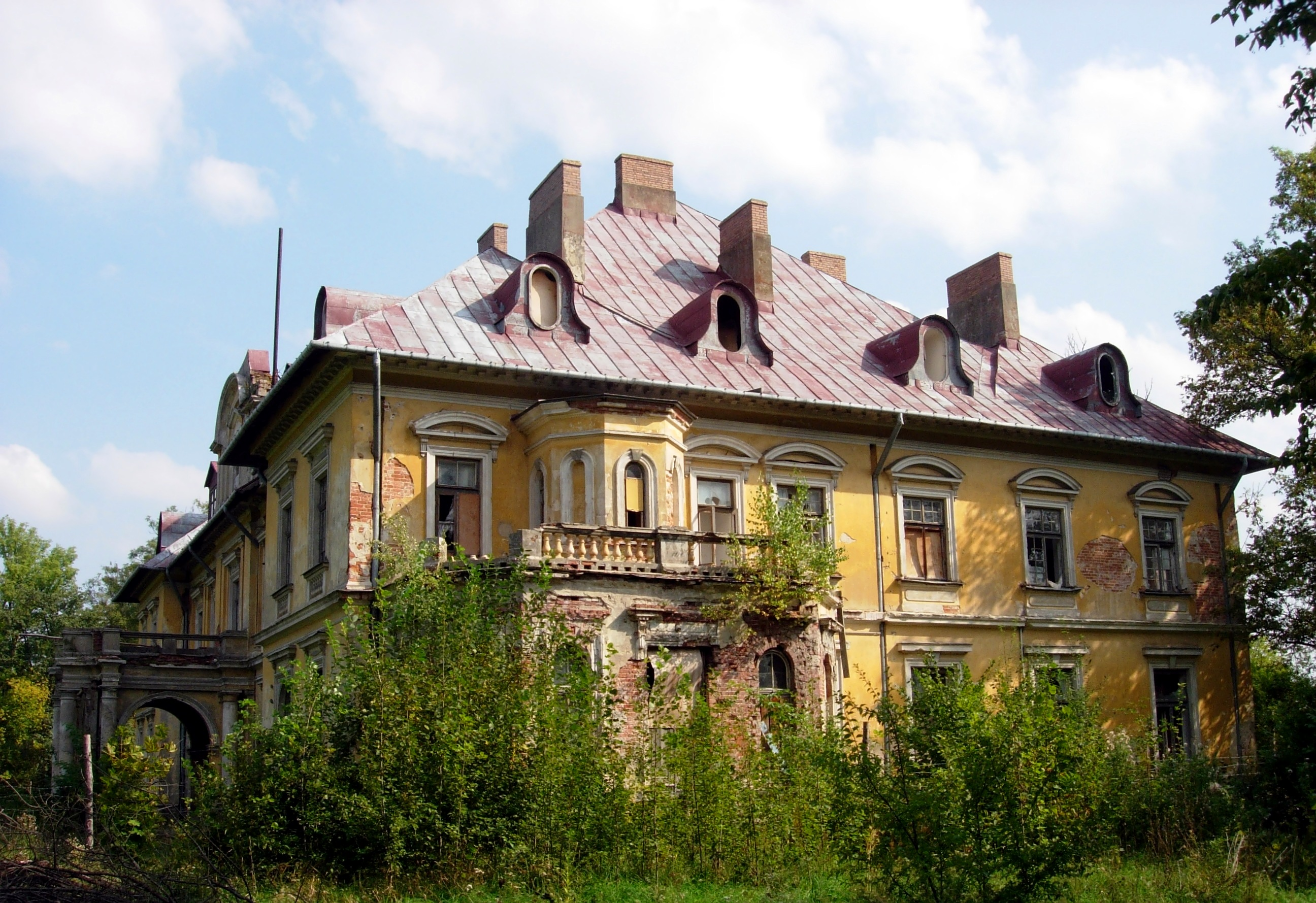
Paleis
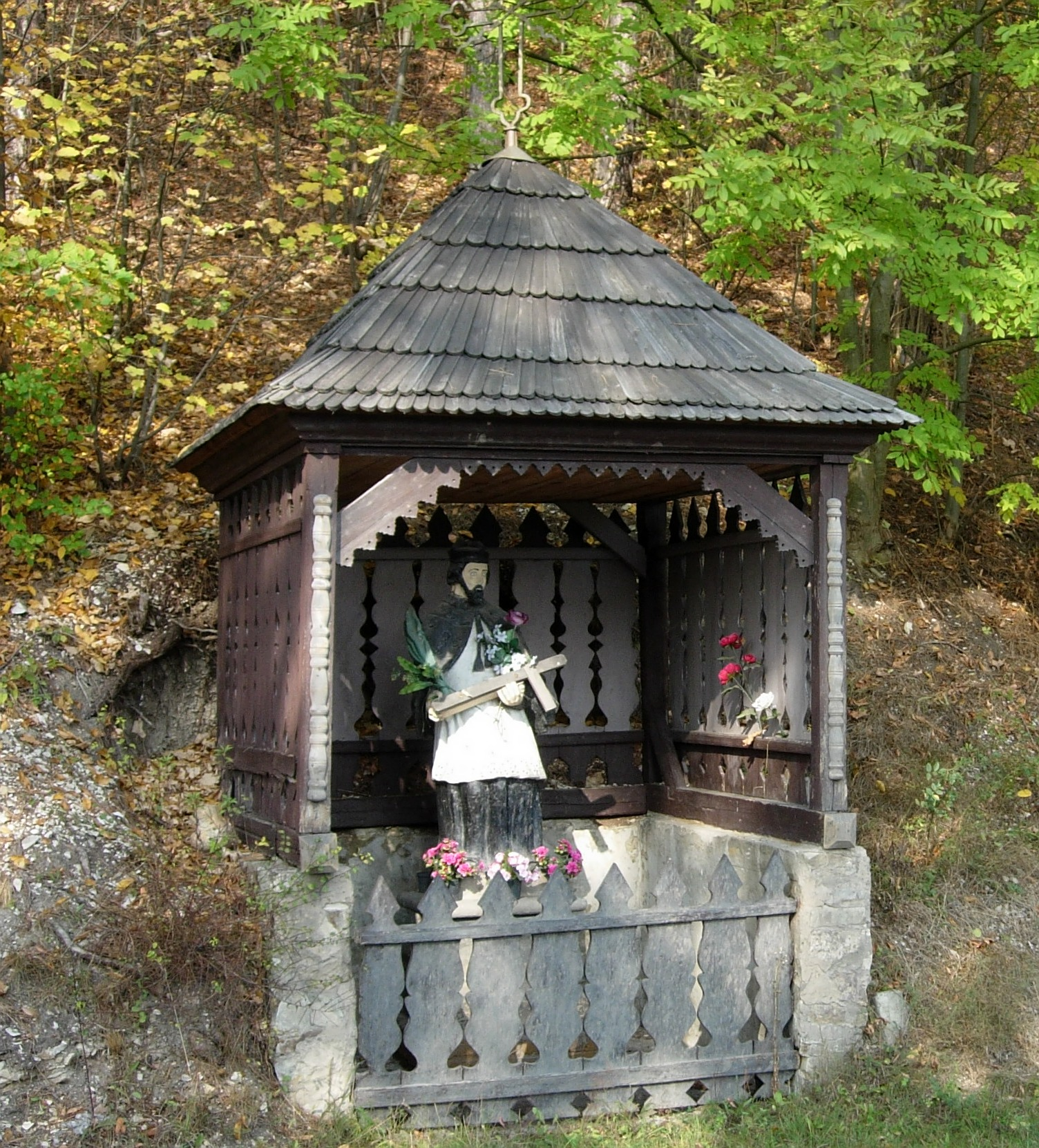
Kapel van Johannes Nepomucenus
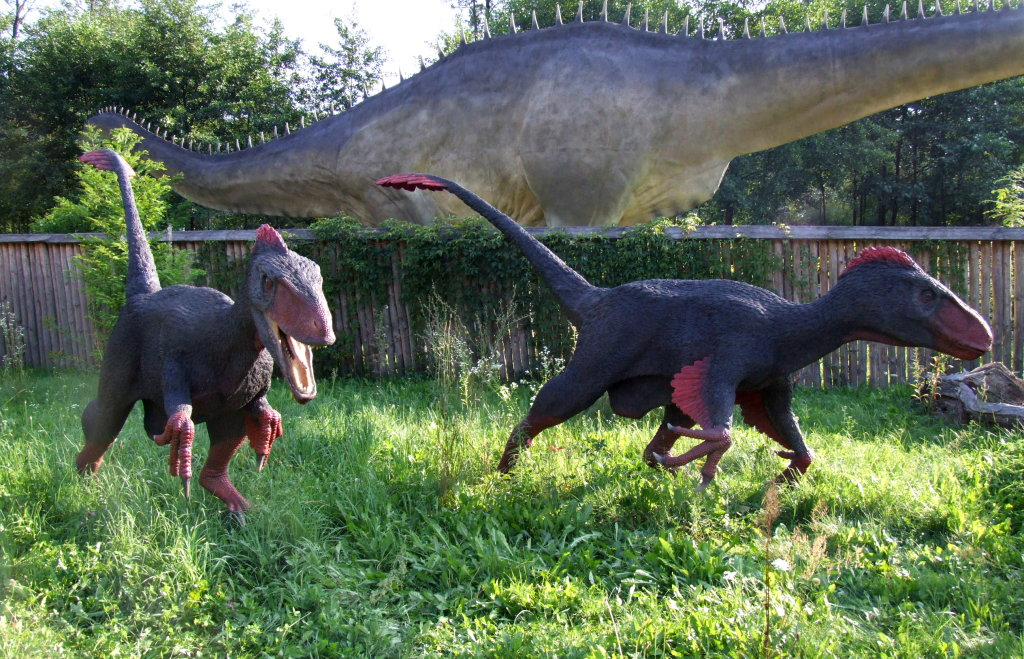
Replica van Utahraptor in JuraPark Bałtów
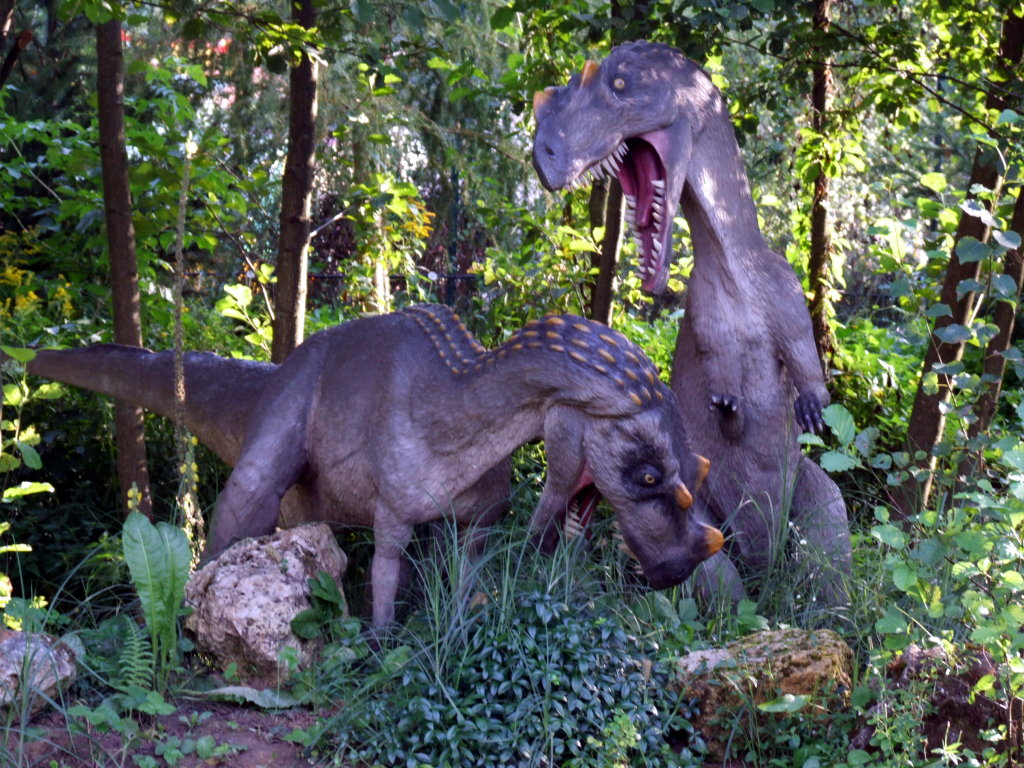
Replica van Ceratosaurus in JuraPark Bałtów
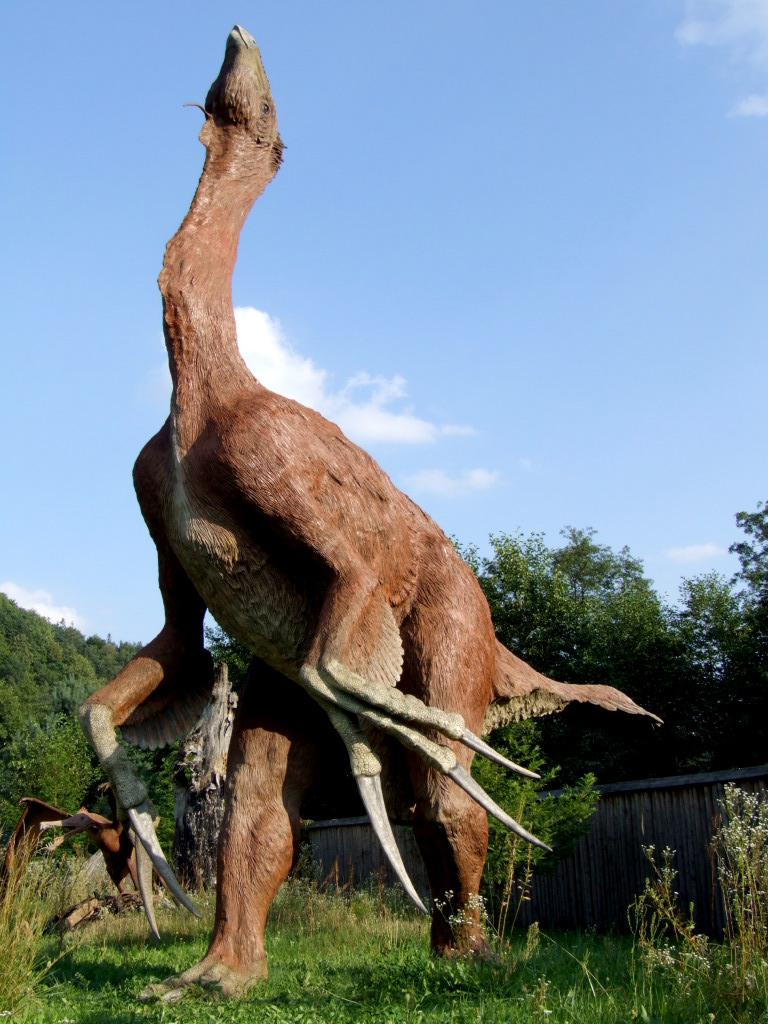
Replica van Therizinosaurus in JuraPark Bałtów